# Jean-Marc Rozon
Jean-Marc Rozon (Sherbrooke, 27 settembre 1961) è un ex sciatore freestyle canadese.

## Palmarès
| Anno | Manifestazione            | Sede    | Evento | Risultato | Prestazione | Note  |
| ---- | ------------------------- | ------- | ------ | --------- | ----------- | ----- |
| 1988 | Giochi olimpici invernali | Calgary | Salti  | Oro       | 410.93      | [ 1 ] |

## Coppe e meeting internazionali
1986-87
- Oro nella Coppa del Mondo di salti con 149 pt.

1987-88
- Oro nella Coppa del Mondo di salti con 171 pt.